# شواط
| عید تو بیشوط یا سال نوی درختان، در پانزدهم شواط واقع می‌گردد، که در این روز درختان بادام در اسرائیل شکوفه می‌دهند. |              |
| شماره ماه: | ۱۱           |
| شمار روزها: | ۳۰           |
| فصل: | زمستان       |
| گاه‌شماری میلادی:                                                                                                 | ژانویه–فوریه |

شواط (به عبری: שְׁבָט) پنجمین ماه مدنی و یازدهمین ماه مذهبی در تقویم عبری است. شواط ماهی زمستانی و ۳۰ روزه است.